# Vau-Arabutã
Vau-Arabutã (Vau-Arabutã Sociedade de Educação e Cultura) foi uma dissidência da Sociedade Brasileira de Eubiose, com sede em Campinas (SP). Em 1982 o líder da seita foi acusado do sequestro da médica Eliete Linda Rodrigues, vítima de fanatismo e de lavagem cerebral. Um inquérito policial foi instaurado para investigar o desaparecimento de Eliete. Em depoimento à polícia, Eliete, que foi consagrada sacerdotisa da seita em 1979, foi muito firme quanto ao propósito de viver isolada da família. O líder da seita também foi delatado por uma ex-sacerdotisa da seita, por obrigá-la a manter relações sexuais com ele, alegando que a relação teria o propósito de conceber um bebê superior.